# Trận Louvain (1940)
Lỗi Lua trong Mô_đun:Location_map tại dòng 495: Không có giá trị kinh độ.
Trận Louvain là một trận đánh trong Trận nước Bỉ trên Mặt trận phía Tây trong cuộc Chiến tranh thế giới thứ hai, đã diễn ra vào ngày 14 tháng 5 năm 1940 ở bên trong và xung quanh thành phố Louvain của Bỉ, như một phần của Kế hoạch Vàng của Đệ tam Đế chế Đức (Fall Gelb – theo đó quân đội Đức sẽ phát động một cuộc tấn công nhử mồi, nhằm thu hút các lực lượng cơ động của Anh và Pháp về Vùng đất thấp, trong khi một đội hình thiết giáp hùng mạnh của Đức sẽ đánh thọc vào vùng núi Ardennes ở miền Nam Bỉ và Luxembourg, sau đó chạy đua ra eo biển Anh để tiêu diệt các đơn vị Đồng Minh đã kéo đến tiếp viện cho Vùng đất thấp).
Đối mặt với cuộc tấn công ào ạt của quân đội Đức vào nước Bỉ và sự thất thủ của pháo đài Eben-Emael, phần lớn quân đội Bỉ đã triệt thoái về tuyến phòng thủ Dijle, giữa Antwerp và Namur ở miền Trung Bỉ vào ngày 13 tháng 5 năm 1940, trong khi Lực lượng Viễn chinh Anh đã án ngữ tại tuyến Dijle kể từ đêm ngày 10 tháng 5. Ở cánh trái của mình, hệ thống phòng ngự của quân viễn chinh Anh chấm dứt tại thị trấn đại học Louvain – một thị trấn đã bị tàn phá nặng nề vào năm 1914. Vào ngày 14 tháng 5, binh lính của Bỉ và Anh đã nhìn thấy người Đức ở phía trước tuyến phòng thủ Dijle. Tướng Walter von Reichenau – người chỉ huy của Tập đoàn quân số 6 của Đức – hoạt động ở cánh phải Cụm tập đoàn quân B do tướng Feodor von Bock điều khiển – đã được lệnh tiến công khu vực Louvain - Namur và đây là mũi tiến công chính của Đức tại tuyến phòng ngự Dijle. Quân Bỉ cùng với Sư đoàn số 3 của Anh dưới sự chỉ huy của tướng Bernard Montgomery đã cầm cự được tại Louvain trong vòng vài ngày trước mũi tấn công của quân Đức vào Louvain: Vào ngày 15 tháng 5, Quân đoàn XI của Đức do Kortzfeisch chỉ huy tấn công mãnh liệt vào Louvain và thọc sâu đến trạm xe lửa; tuy nhiên, Montgomery đã phát động một đợt phản công thắng lợi, chặn được mọi nỗ lực của Bock nhằm đánh chiếm Louvain. Trái ngược với chiến sự tại Louvain, ở Wavre quân đội Anh bị buộc phải rút lui do cánh trái của Tập đoàn quân số 1 của Pháp đã bị quân đội Đức đẩy lùi đến sông Lasne.
Cuộc phòng ngự Louvain đã góp phần cho thấy khả năng chỉ huy của Montgomery. Tuy nhiên, đến cuối ngày 15 tháng 5 năm 1940, các sự kiện về phía Nam Namur đã cho thấy là quân đội Đồng Minh không thể giữ nổi tuyến Dijle (Xem thêm bài Trận Sedan (1940) để biết về cuộc đột phá của quân Đức tại Pháp). Vào ngày 16 tháng 5, toàn bộ quân Đồng Minh tại tuyến phòng ngự Dijle đã được lệnh triệt thoái. Trong trận chiến tại Louvain, thư viện của trường Đại học Louvain đã từng trúng đạn pháo của Đức và bị cháy rụi (ngoại trừ vài ngàn tập sách). Quân đội Đức đã tiến vào thị trấn này trong ngày 17 tháng 5.